# Meningismus
Als Meningismus wird das Symptom der schmerzhaften Nackensteifigkeit („Genickstarre“) bei Reizungen und Erkrankungen der Hirnhäute bezeichnet. Er ist eine reflektorische Verspannung der Nackenmuskulatur als Reaktion auf den Schmerz; bei tiefer Bewusstlosigkeit (Koma) löst er sich wieder. Zu einem meningealen Reizsyndrom (genannt auch meningeales Syndrom und Meningitissyndrom) gehören ferner Übelkeit bis zum Erbrechen sowie Licht- und Geräuschempfindlichkeit (Photo-/Phonophobie).
Folgende klinische Zeichen sind typischerweise beim Meningismus ebenfalls positiv:
- Brudzinski-Zeichen
- Kernig-Zeichen
- Lasègue-Zeichen

## Erkrankungen

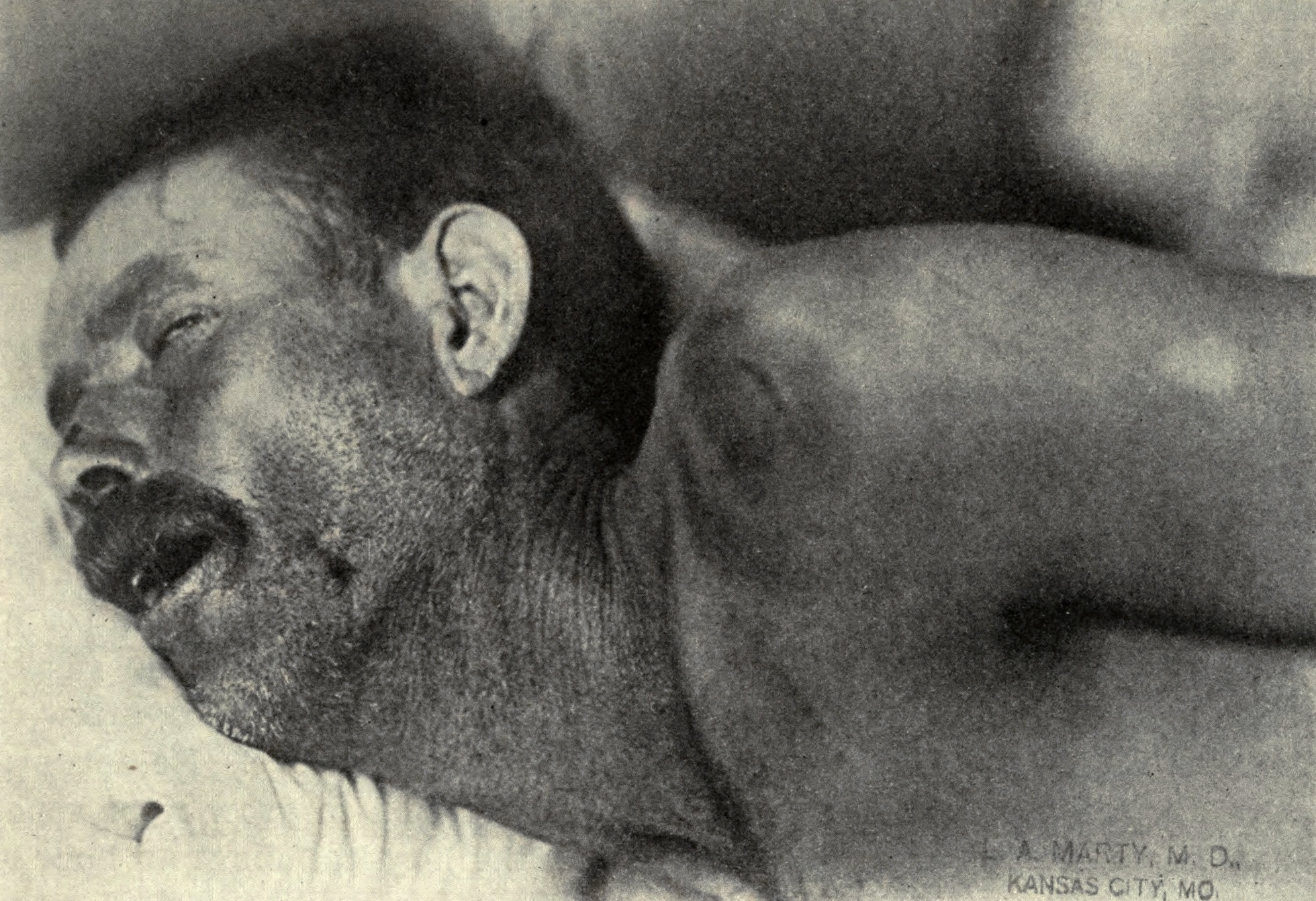
Ausgeprägter Meningismus bei einem Erkrankten der Meningokokken-Epidemie von 1911–1912 in Texas.

Typische Erkrankungen mit Meningismus sind:
- Meningitis (Hirnhautentzündung)
- Subarachnoidalblutung
- Meningeosis carcinomatosa
- Septikopyämie
- Sonnenstich
- Sinusthrombose

## Differentialdiagnose
Schmerzhafte Nackensteifigkeit kann auch durch nicht meningeale Ursachen hervorgerufen werden, sie wird dann neutraler als Nackenbeugeschmerz bezeichnet. Dafür kommen differentialdiagnostisch in Frage:
- Bandscheibenvorfall im Bereich der Halswirbelsäule
- Arthrose im Bereich der Halswirbelgelenke
- Migräne
- Frakturen der Halswirbel
- Tumor
- Rigor
- Angina tonsillaris